# Стефанос Петракис
Стефанос Петракис (грч. Στέφανος Πετράκης; Атина, 17. децембар 1924 — 8. мај 2022) био је грчки атлетичар који се такмичио у спринтерским дисциплинама на 100 м, 200 м и 400 м.
Два пута је учествовао на Олимпијским играма 1948. у Лондону и 1952. у Хелсинкију.
У Лондону се такмичио у 4 дисциплине и постигао следеће резултате:
- 100 м 5. у квалификационој групи 10 са непознатим резултатом, није се квалификовао за даље такмичење
- 200 м 4. у квалификационој групи 5 са непознатим резултатом, није се квалификовао за даље такмичење
- 400 м 4. у квалификационој групи 11 резултатом, 54,5 и није се квалификовао за даље такмичење
- 4х400 м 5. у квалификационој групи 3 резултатом, 3:35,0 и освојио 13. место

У Хелсинкију се такмичио у 2 дисциплине и постигао следеће резултате:
- 100 м 6. у квалификационој групи 3 резултатом, 11,2 и није се квалификовао за даље такмичење
- 200 м 3. у квалификационој групи 2 резултатом, 22,4 и није се квалификовао за даље такмичење

Навећи успех постигао је 1951. на Медитеранским играма у Александрији где је у трци на 100 метара освијо златну медаљу резултаком 10,9 сек.